# McLaren Speedtail

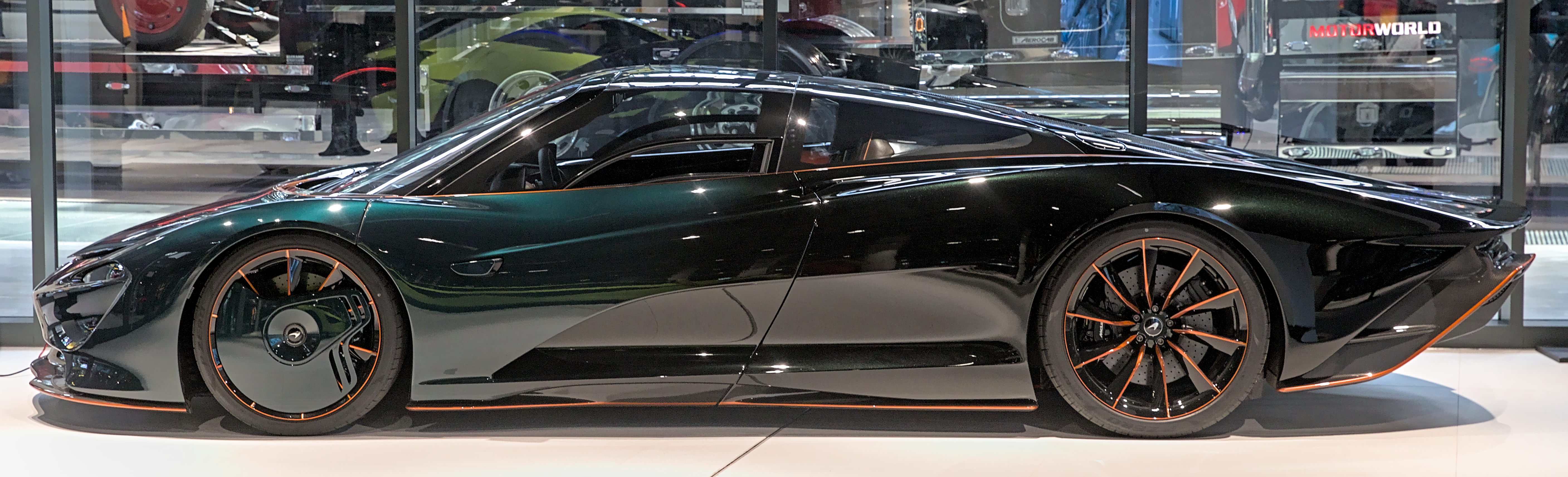
Seitenansicht

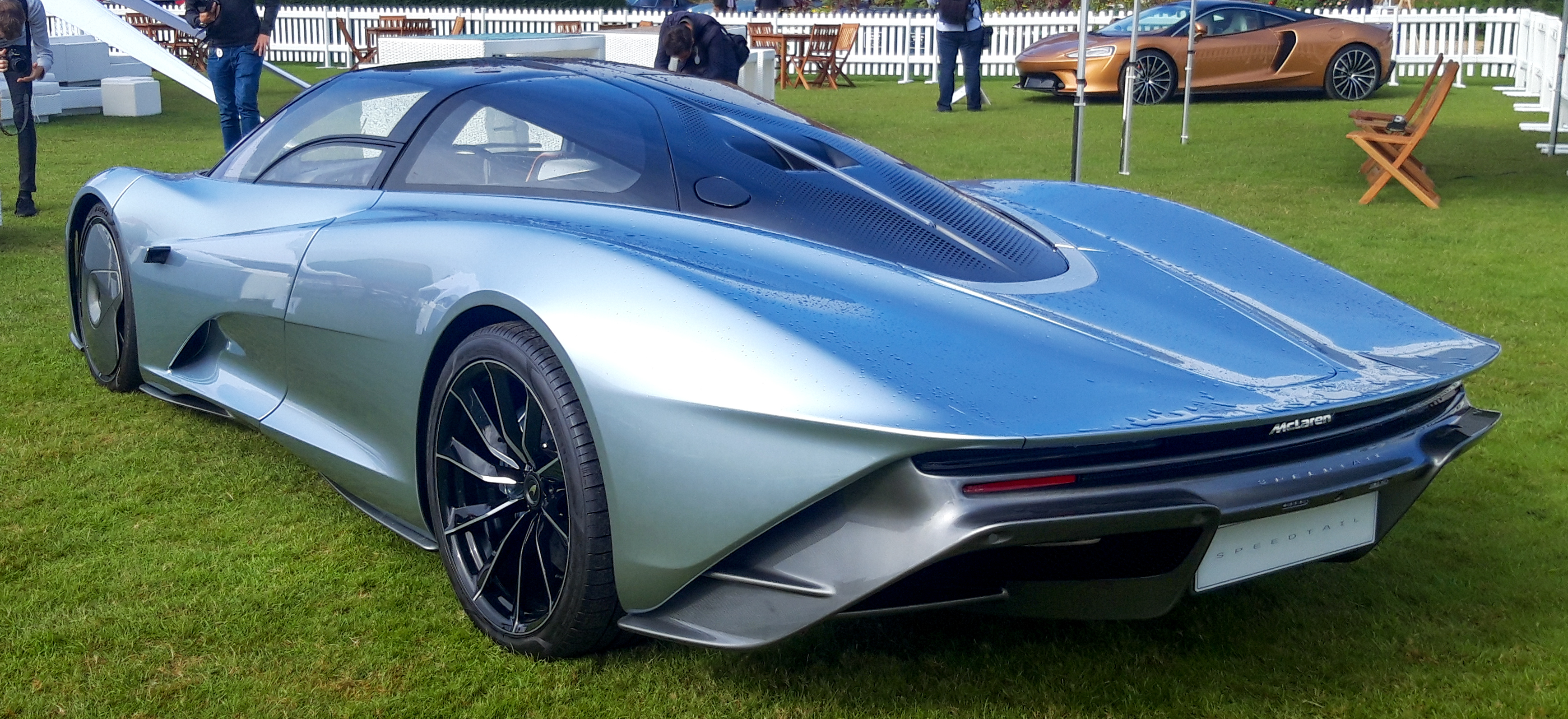
Heckansicht

Der Speedtail ist ein dreisitziger Supersportwagen des britischen Herstellers McLaren Automotive, der erstmals am 26. Oktober 2018 öffentlich präsentiert wurde. Das Fahrzeug hat Hybridantrieb mit einem 4,0-Liter-V8-Twin-Turbo Motor in Form eines Mittelmotors vor der Hinterachse, der in Verbindung mit einem Elektromotor bis zu 787 kW (1070 PS) Systemleistung haben soll. Das Leergewicht (Trockengewicht Minimum) liegt bei 1430 kg. Laut McLaren soll das Fahrzeug eine Höchstgeschwindigkeit von bis zu 403 km/h erreichen.

## Allgemeines
Erstmals angekündigt wurde der Speedtail im März 2017 unter dem Projektnamen BP23 (Bespoke Prototype 2, 3 seats) als Teil der sogenannten Ultimate Series, der Spitze der McLaren-Modellreihen. (Siehe McLaren Senna) Er gilt als der Nachfolger des McLaren F1. McLaren übernimmt die Cockpitauslegung mit zentral positioniertem Fahrersitz und zwei seitlich und weiter hinten angesetzten Beifahrersitzen. Der Speedtail gilt als schnellstes McLaren-Straßenfahrzeug. Ebenfalls angelehnt an das Vorbild ist die auf 106 limitierte Stückzahl des Speedtail. Bereits vor Bekanntgabe der genauen Spezifikationen wurden alle Exemplare, deren Preis jeweils über 2,1 Millionen Pfund beträgt, von Käufern reserviert. Die Produktion begann Ende 2019.

## Fahrleistungen
Von McLaren als Hyper-GT-Fahrzeug bezeichnet, ist der Speedtail darauf ausgelegt, hohe Geschwindigkeit bei gleichzeitig hohem Komfort zu erzielen. Offiziellen Angaben zufolge benötigt der Wagen 12,8 Sekunden für die Beschleunigung von null auf 300 km/h. Als Höchstgeschwindigkeit sollen 403 km/h (250 mph) erreicht werden, womit der Speedtail das vorher schnellste Fahrzeug der Marke, den McLaren F1, um 12 km/h übertrifft.

## Technik

### Karosserie
Die 5,13 m lange Karosserie des McLaren Speedtail besteht aus leichtem kohlenstofffaserverstärktem Kunststoff (KfK). Charakteristisch ist die Stromlinienform mit einer rundlichen Front und einem unüblich langen, zum Heck hin flach auslaufenden hinterem Überhang. Bei der Fahrzeugentwicklung achtete man darauf, die Karosserie aus wenigen, großen Bauteilen zu fertigen, um ungewollte Luftverwirbelungen durch Spalten zwischen separaten Bauteilen zu vermeiden. Eine  Besonderheit sind die hydraulisch verstellbaren Spoilerklappen am Heck, die nicht wie in anderen Sportwagen eigenständige Karosserieteile sind, sondern dank biegsamem KfK-Träger aus dem hinteren Teil der Karosserie angehoben werden können. Auch an anderen Stellen wurde auf die Verringerung des Luftwiderstandes geachtet. So sind zum Beispiel herkömmliche Rückspiegel durch kleine Kameras an der A-Säule ersetzt. Auf den vorderen Rädern sind Abdeckungen montiert, die sich während der Fahrt nicht mit dem Rad drehen und Turbulenzen durch die Vorderräder fast vollständig verhindern.
Ein weiteres Merkmal des Speedtail ist das „intelligente Glas“ in der Windschutzscheibe und dem Panoramadach. Es kann per Knopfdruck getönt werden und dient als Sonnenblende.

### Technische Daten
|                                             | Speedtail                        |
| Motorkenndaten                              |                                  |
| Motortyp                                    | V8-Ottomotor mit Elektromotor    |
| Motoraufladung                              | Biturbo                          |
| Hubraum                                     | 4 Liter                          |
| max. Leistung bei min−1                     | 787 kW (1070 PS)                 |
| max. Drehmoment bei min−1                   | 1150 Nm / 5500–6500              |
| Kraftübertragung                            |                                  |
| Antrieb                                     | Hinterradantrieb                 |
| Getriebe                                    | 7-Stufen-Doppelkupplungsgetriebe |
| Messwerte                                   |                                  |
| Höchstgeschwindigkeit                       | 403 km/h                         |
| Beschleunigung, 0–100 km/h                  | 3,0 s                            |
| Beschleunigung, 0–200 km/h                  | 6,6 s                            |
| Kraftstoffverbrauch auf 100 km (kombiniert) | 15,6 l Super                     |
| CO2-Emissionen (kombiniert)                 | 357 g/km                         |

## Trivia
Im September 2017 berichtete das britische Automagazin Top Gear über einen frühen Prototyp, mit dem McLaren die dreisitzige Auslegung des späteren Speedtail in einem eigens dafür umgebauten McLaren 720S testete. Der zentrale Fahrersitz des Prototyps wurde dabei anhand eines Scans des Fahrersitzes aus dem McLaren F1 konstruiert.